# Phocanella
Phocanella — вимерлий рід тюленів раннього пліоцену Бельгії та Східного узбережжя США. 
Типом і єдиним видом Phocanella є P. pumila. Другий номінальний вид Phocanella, P. minor, є синонімом. Два додаткові таксони, віднесені до роду, P. couffoni та P. straeleni, є nomina dubia.